# ローラ・アシュレイ

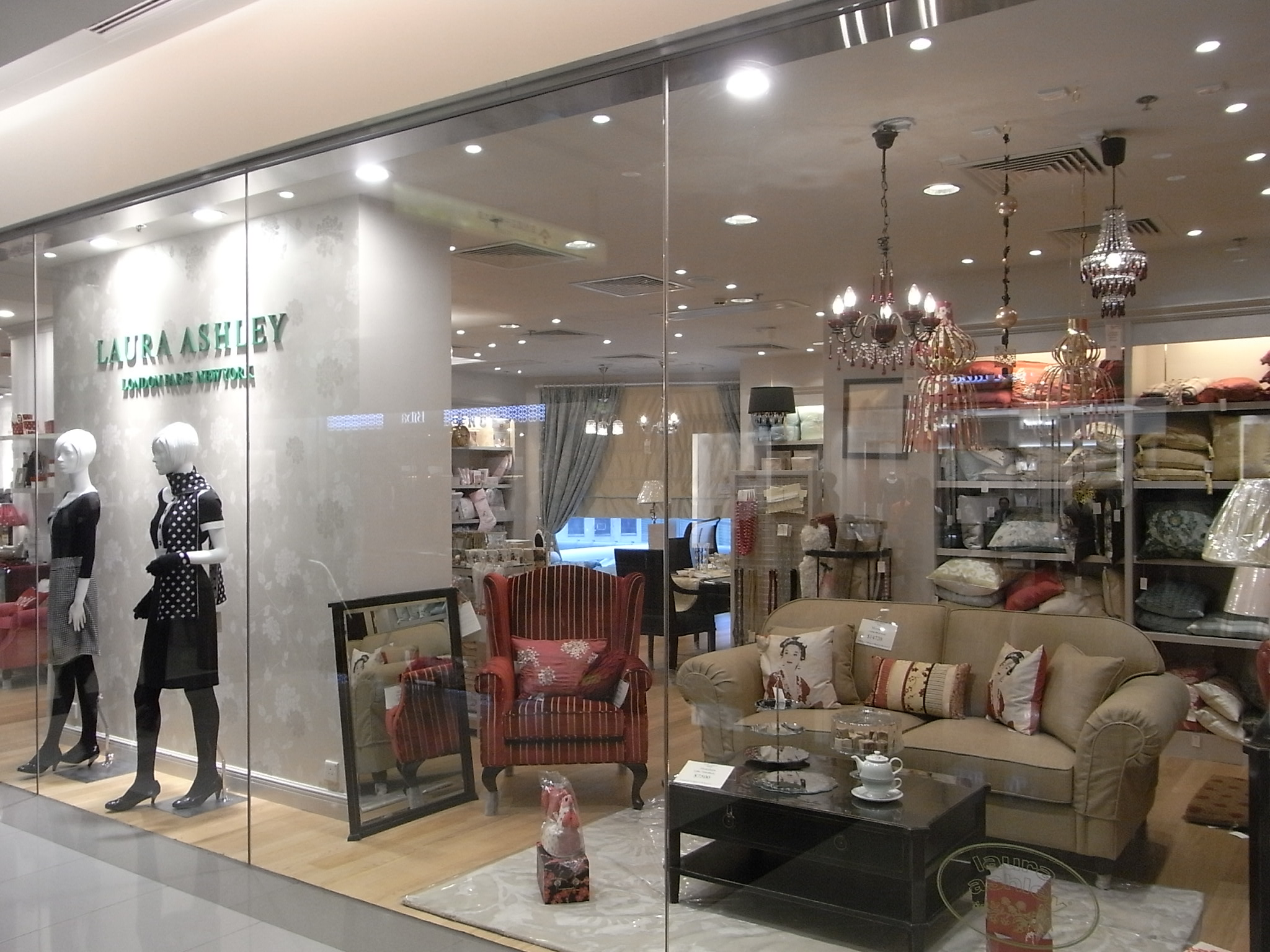
香港のローラ アシュレイ店舗

ローラ・アシュレイ（Laura Ashley CBE, 1925年9月7日 - 1985年9月17日）は、イギリス・ウェールズ出身のファッションデザイナー。自身のデザインによるカラフルな布地を用いた衣料品・家庭用品によって、世界中に名前が知られるブランドを築いた。
本項目では、彼女が興したファッション・家庭用品ブランドを扱う会社、ローラ アシュレイ ホールディングス (Laura Ashley Holdings plc) についても記述する。

## 経歴

### 生い立ち
ウェールズ南部の町マーサー・ティドビルに、ローラ・マウントニー (Laura Mountney) として出生。厳格なバプテストの家庭で育った。当時通っていたのはウェールズ語の教会で、言葉は分からなかったものの彼女は好んで通っており、特に歌が好きだったという。1932年までマーサー・ティドビルのマーシャル校に、続いてロンドン南部のエルムウッド校に通った。その後はウェールズに戻って秘書学校で学んだが、16歳で退学。
第二次世界大戦中はイギリス海軍の女性部隊に所属し、1945年から1952年の間はロンドンのイギリス婦人会連盟 (National Federation of Women's Institutes) で秘書として勤務していた。この頃、当時技師であったバーナード・アシュレイ (Bernard Albert Ashley) と出会い、1949年に結婚した。

### 創業
当時、ローラは秘書として働きながら2人の子どもを育て、その合間にナプキンやテーブルマット、ティータオルのデザインをしていた。このデザインを、ロンドン中心部のピムリコにあったアパートの屋根裏で、夫のバーナードが自作の機械を使ってプリントしていた。
夫妻は10ポンドをプリント用木枠や染料、リネン生地に投資していたが、ローラはヴィクトリア&アルバート博物館で婦人会が伝統的な手工芸品を展示していたのを見て、プリント柄布地の生産を始めることを思いついた。パッチワークに使うため、ヴィクトリア朝風のデザインをあしらった布地を探したところ、そのようなものは出回っていないことが分かり、これを機会ととらえたローラは、1953年にヴィクトリア朝スタイルのスカーフの生産を開始した。
同年、女優のオードリー・ヘプバーンが、出演した映画『ローマの休日』においてヘッドスカーフを着用していたことで、このスタイルの世界的な流行が生まれた。アシュレイ夫妻のスカーフもすぐに人気となり、通信販売や百貨店チェーンのジョン・ルイスなどの店舗で多くを売り上げた。これによりバーナードはそれまでの仕事を辞め、プリント布地の生産に専念するようになった。以後、ローラが製品のデザインを手がけ、バーナードがプリントの機械を作るという体制となった。バーナードは後に経営を担当するようになるが、ローラは死去の直前までデザインの責任者としての地位にあった。
売り上げの増加に伴って人材を雇用し、正式に会社組織となった。最初はローラの旧姓を用いたアシュレイ・マウントニー (Ashley Mountney) という社名だったが、「扱う商品を考えると女性の名前を使ったほうがいい」というバーナードの意見により、ローラ アシュレイに変更された。

### 拡大

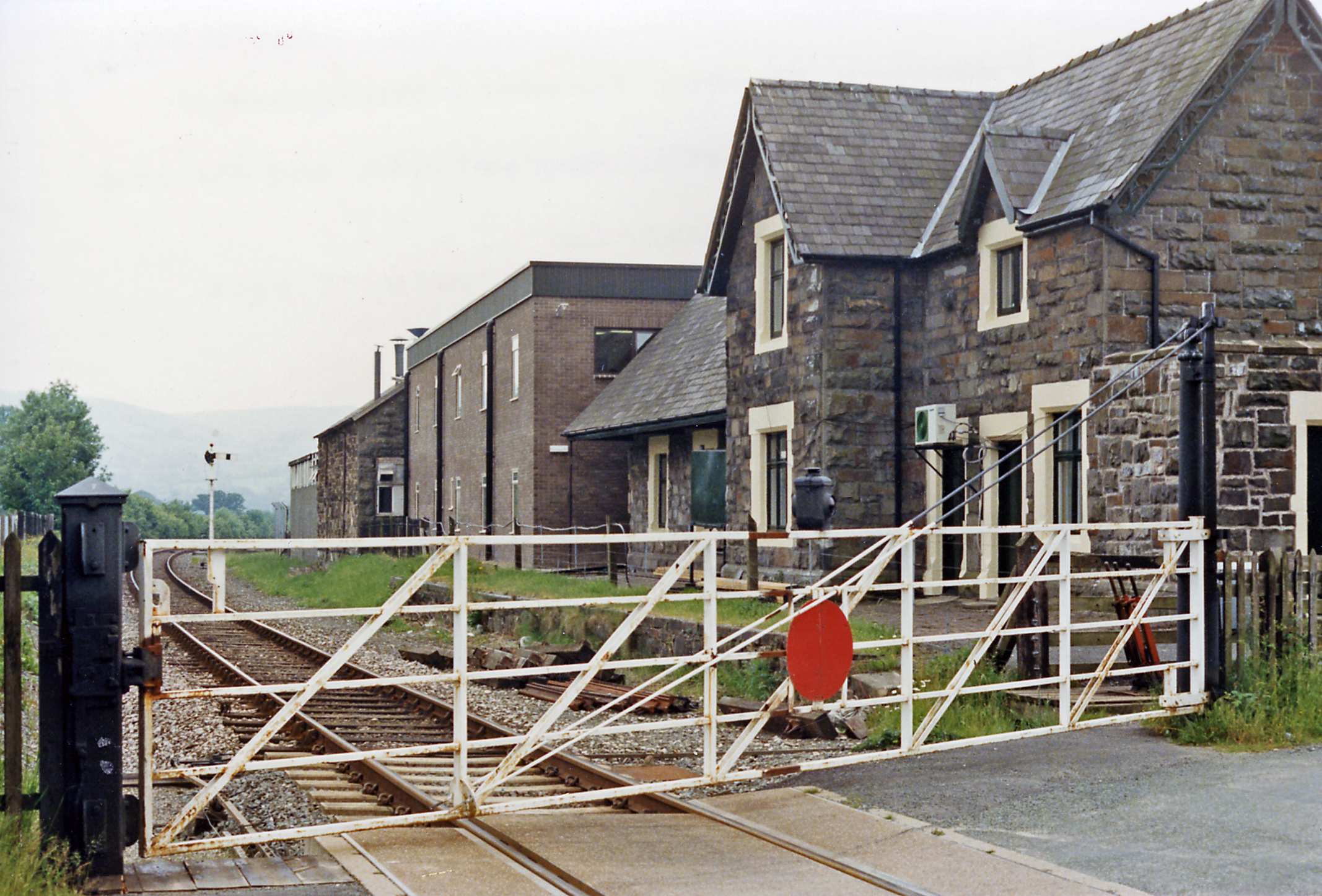
カーノ駅。1965年に営業休止となり、その2年後からローラ・アシュレイ社が工場として使用していた

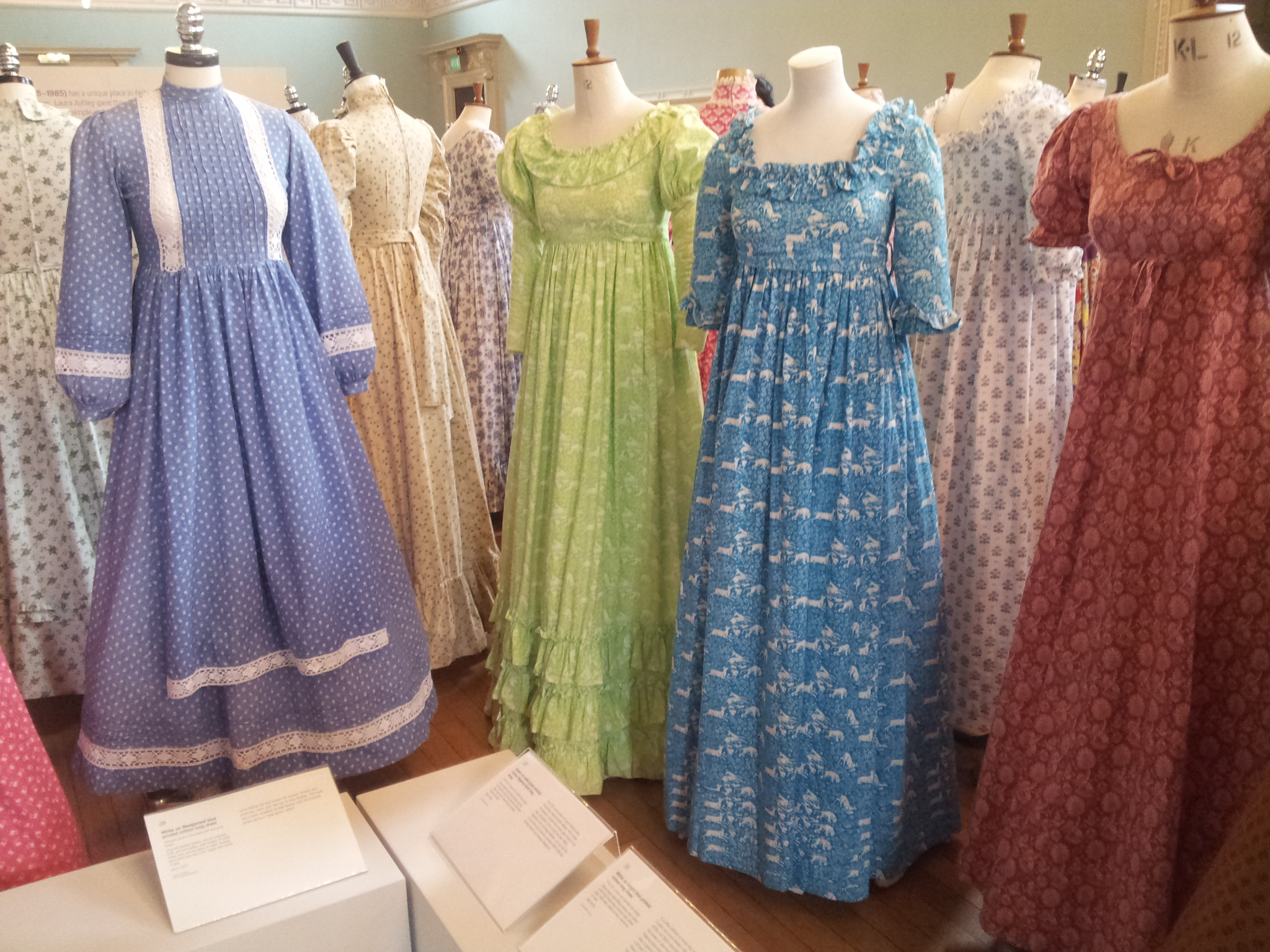
1970年代にローラがデザインしたドレス

1955年、会社はケントに移転した。しかし1958年、川の氾濫によって機械設備や材料が大きな被害を受けた。また夫妻に3人目の子どもが生まれたのをきっかけに、アシュレイ家は1961年にローラの故郷でもあるウェールズに移り、ウェールズ中部のカーノ (Carno) という村に落ち着いた。最初は村の社交クラブに拠点を置いていたが、1967年、営業休止となっていた村の駅に工場を構えた。
この時期は会社の発展にとって重要な時期であった。バーナードが新たに開発したプリント技術によって週に5,000メートルの布地を生産することが可能になり、またそれまで作業着のような服ばかりを手がけていたローラも、1966年に初めての社交用ドレスを製作した。このドレスの長い丈のシルエットは、以後ローラ アシュレイのトレードマークとなった。これは、1960年代の終わりにかけて、ファッションの潮流がミニスカートからロングスカートへと移っていった時期とも重なり、会社の業績をさらに押し上げる力となった。ある新聞は「ローラ アシュレイを着た女性なら、映画『明日に向って撃て!』の主演女優キャサリン・ロスのように美しくなれるだろう」と書いている。
1970年までには、年間の売上高は30万ポンドに達していた。1968年、ローラ アシュレイの屋号で最初の店がロンドン中心部のサウス・ケンジントン (South Kensington) に開業。さらに1970年にはイングランド中西部の町シュルーズベリーとバースにもオープンした。ロンドンの店では、1週間だけで4,000着のドレスが売れるほど好調であり、このため工場をさらに1か所、ウェールズに増設することになった。1974年にパリに出店した際、その後ローラ アシュレイの CI として定着する緑色のブランドロゴと木目調の内装を初めて採用。さらに同年、サンフランシスコにも出店して、アメリカへの進出を果たした。ライセンス生産により、1971年からオーストラリア・カナダや日本の百貨店などでも商品の販売が始まった。
1975年までに、会社は全世界で1,000人以上を雇用するようになっていた。1977年、ローラはイギリス政府より大英帝国勲章 (OBE) 授与の申し出を受けた。この時は、バーナードに対して何の褒賞もなかったため受章を辞退したが、代わりに英国女王賞 (Queen's Awards for Enterprise)（貿易部門）を受けた。創業25周年となった1979年には、香水が商品ラインナップに加わった。その後、新たに家庭用品の展開も始まった。
1985年、60歳の誕生日に、ローラは娘の家で階段から落ち、病院に運ばれたが10日後に脳出血のため死去した。亡骸はカーノのセント・ジョン・バプテスト教会に埋葬された。

## ローラ没後の展開
ローラの死から2か月後、ローラ アシュレイ ホールディングスは株式を公開。1980年代にはバーナードがナイトの爵位を受け、会社も新たな子供服・家庭用品のシリーズを立ち上げた。
しかし、1980年代の終わりころには、ローラ アシュレイは流行遅れとなっていた。女性の社会進出が進み、ローラ アシュレイの持ち味とはなじまないシャープなラインのスーツや肩パッドがもてはやされていた。また、バーナードの強い個性や風変わりな経営手法は、経済界からの支持を弱める結果ともなった。

### 新たなCEO
1990年代初頭、会社は過剰な出店と外注先ネットワークの複雑化・高コスト化に苦しんでいた。1991年、アメリカ人のジェームズ・マクスミン (James Maxmin) がバーナードへ圧力をかけ CEO に就任。その後2年半にわたり、製造工程や流通の問題を解決するなど、数々の変革を実行した。一例を挙げると、500近くにのぼるローラ・アシュレイ店舗の配送サービス改善を狙い、フェデラル・エクスプレスと10年間の戦略的な提携を結んだ。目標は、商品の99%を、全世界どこにでも48時間以内に配送することを可能にすることであった。この提携により、それまでの旧態依然とした配送システムが一新され、香港で製造されたTシャツを日本へ届けるのに、わざわざウェールズの自社倉庫を経由するというような無駄がなくなった。
会社が40周年を迎えた1993年、バーナードは会長職を辞し、終身名誉社長となった。その後もアシュレイ家は会社の経営および発展に関与している。
1992年、マクスミンによって会社は1989年以来となる黒字を計上。1993年の会計年度では1,200万ポンドの黒字が見込まれていた。ところが、1994年4月、マクスミンはをバーナードとの意見の違いを理由に突如辞任する。世界的に景気が後退する中、会社は子供服や家庭用品ラインアップの立ち上げによってその影響を何とかかわしていたが、その後マックスミンの後任として何人ものCEOが変わるなど迷走し、1997年に深刻な財政難に陥った。

### MUI Asiaによる買収
1998年5月、マレーシアの企業グループMUI Asiaが会社の大株主となる。新たな経営陣のもとで、会社は再び業績を回復した。しかし、クリスチャン・ディオールやジバンシィでも活躍したデザイナー、アリステア・ブレアとの契約を2004年に打ち切ったり、2005年3月にはローラ アシュレイブランドの香水を製造していたロレアルに対して2800万ポンドの訴訟を起こしたり、また賃料の上昇のためにロンドン・リージェントストリートの旗艦店を閉店するなど、迷走はなおも続いた。
2006年1月にCEOに就任したリリアン・タンは、売上のうち衣料の占める割合を 22% から 14% に減らす予定とした。商品ラインアップの中で家庭用品が最も利益を上げているため、店舗では衣料品スペースを削って家庭用品に回す動きがあることによるものである。

### 破産
2020年3月17日、新型コロナウイルス感染症の拡大による売り上げの低迷と、大株主であるMUI Asiaからの資金援助が受けられなかったことにより経営破綻し、破産申請を行った。その後、アメリカの投資会社ゴードン・ブラザーズが新たな買収元となった。

## 私生活
ローラとバーナードは、ビジネス面・私生活の両方において素晴らしいパートナー同士であった。夫妻の間には4人の子があり、ローラは家族との暮らしをこよなく好んでいた。しかし、事業の拡大とともに、息抜きができて創作活動に使える場所が必要となってきた。そこで、夫妻は1970年代初頭、フランスに家を購入し、家族と会社の間はバーナード自身がパイロットとなって飛行機で往復することになった。フランスに居を構えたことで、ローラは自らの原点である生地デザインに再び戻ることができた。
夫妻の4人の子どもたちは、その後全員が会社に関わっている。長男のデイヴィッドは店舗デザインの担当、長女のジェーンは会社のカメラマン、次女エマと次男ニックはファッションデザインチームの一員となった。
バーナードはその後、2009年2月14日にガンで亡くなった。

## 基金
1987年、ローラを偲んで「ローラ・アシュレイ基金」がバーナードによって設立された。この基金の目的は、個人が自らの能力を発見し、その才能を引き出す手助けをするというものである。基金の運営にはアシュレイ家の人々が積極的に関わっている。

## 日本での展開
日本においては、1985年に東京・銀座にローラ アシュレイの第1号店舗がオープン。翌1986年、イオン（当時ジャスコ）との合弁により日本法人ローラ アシュレイ ジャパン株式会社が設立された。1992年にはアジア市場に進出し、台湾・香港に合計3店舗を開いた。
2000年代以降はイオングループのショッピングセンター（イオンモールほか）などへの出店を加速。日本および香港・台湾を営業範囲として、ピーク時に約140店舗、2017年2月時点においても日本国内に112店舗、海外に16店舗を展開していた。
2018年2月、英国 Laura Ashley Limitedとのマスターライセンス契約が同年9月17日で満了するのを機に、契約を終了することで合意し、ローラ アシュレイの事業を終了することを発表した。これはイオンの不採算事業見直しの一環であると報じられた。
これに伴い、英国 Laura Ashley Holdings plc は100％出資子会社の日本法人ローラ アシュレイ ジャパンカンパニー合同会社を設立し（2018年2月27日登記）、同年8月に渋谷区に事務所を構え事業を開始、日本及びアジア地域におけるローラ アシュレイの全事業を総合的に運営している。
また、イオンと入れ替わる形で伊藤忠商事が英国 Laura Ashley Limited とマスターライセンス契約を締結し、日本における独占輸入販売権を許諾された。2019年11月にはワールドグループが伊藤忠商事とサブライセンス契約を締結し、2021年1月30日の東武百貨店池袋本店への出店をはじめとして日本での再展開を開始した。